# Mouzillon
Mouzillon (bretonisch: Maodilon; Gallo: Mózilhon) ist eine französische Gemeinde mit 2.903 Einwohnern (Stand: 1. Januar 2022) im Département Loire-Atlantique in der Region Pays de la Loire; sie gehört zum Arrondissement Nantes und zum Kanton Vallet.
Die Einwohner werden Mouzillonnais(es) genannt.

## Geographie
Mouzillon liegt etwa 28 Kilometer südöstlich von Nantes am Fluss Sanguèze.
Das Gemeindegebiet gehört zum Weinbaugebiet Muscadet Sèvre et Maine in der Weinregion Gros Plant du Pays Nantais.

### Nachbargemeinden
Umgeben ist Mouzillon von den Nachbargemeinden Vallet im Norden, Sèvremoine im Osten, Clisson im Süden, Gorges im Süden und Südwesten sowie Le Pallet im Westen.

## Bevölkerungsentwicklung
| Jahr      | 1962 | 1968 | 1975 | 1982 | 1990 | 1999 | 2006 | 2017 |
| --------- | ---- | ---- | ---- | ---- | ---- | ---- | ---- | ---- |
| Einwohner | 1330 | 1357 | 1404 | 1554 | 1679 | 1759 | 2418 | 2830 |

## Sehenswürdigkeiten
- Gallorömische Brücke an der Straße der Kelten von Rouen nach Bordeaux, seit 1925 Monument historique
- Kirche Saint-Martin, im 19. Jahrhundert im neogotischen Stil wieder errichtet
- Brunnen Saint-Julien

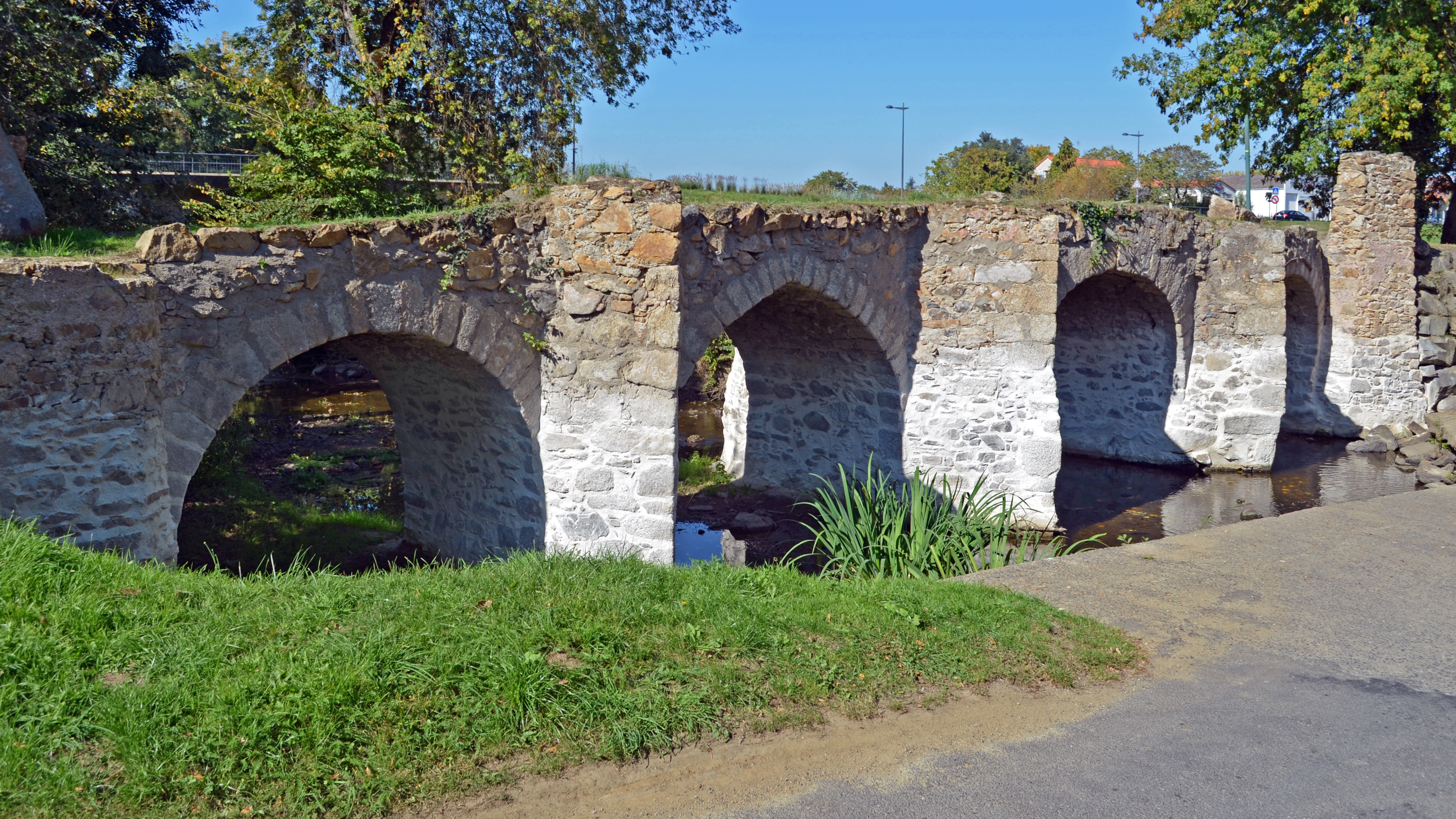
Gallorömische Brücke über den Sanguèze
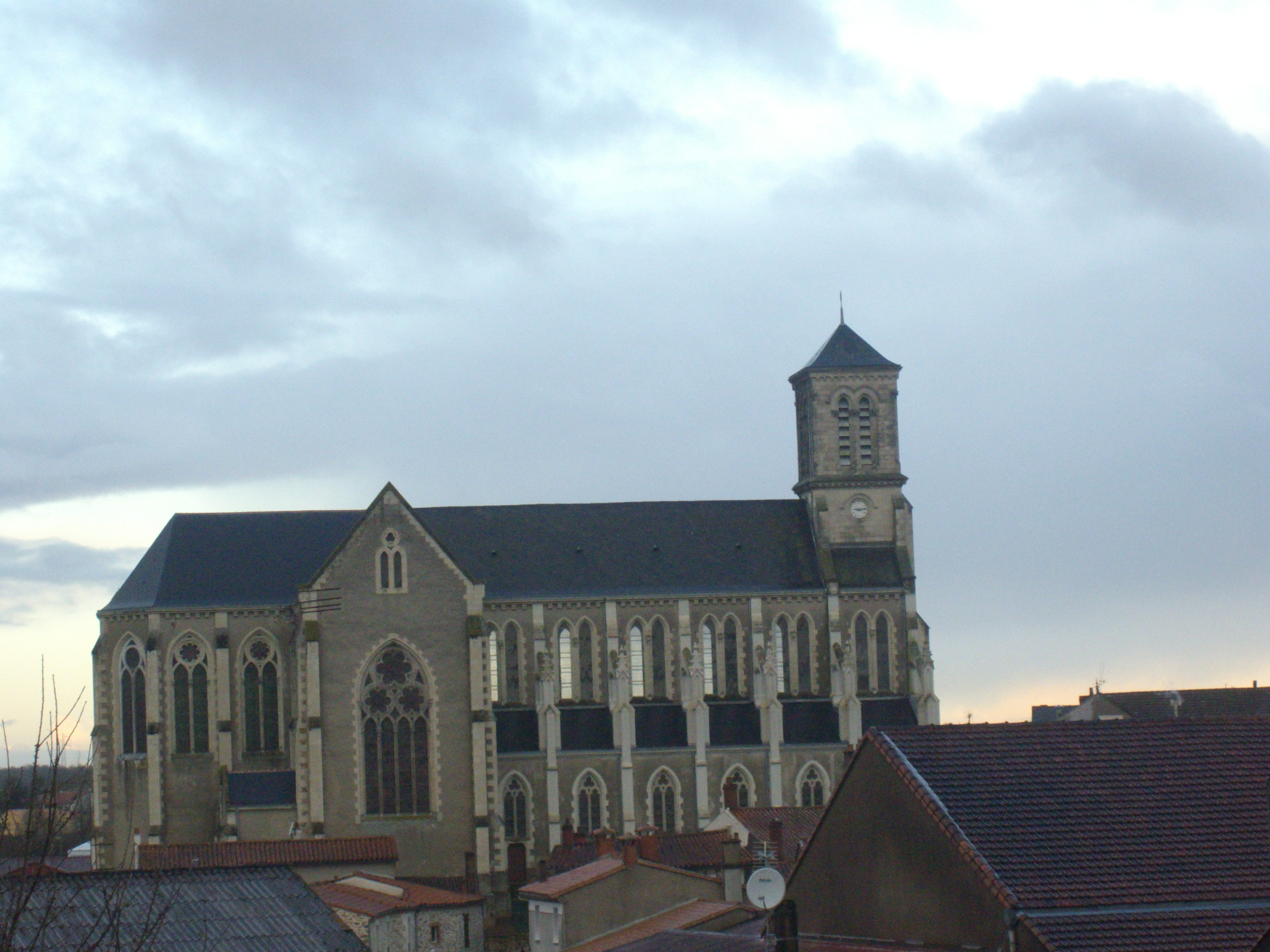
Kirche Saint-Martin